# Jan Egbert van Gorkum

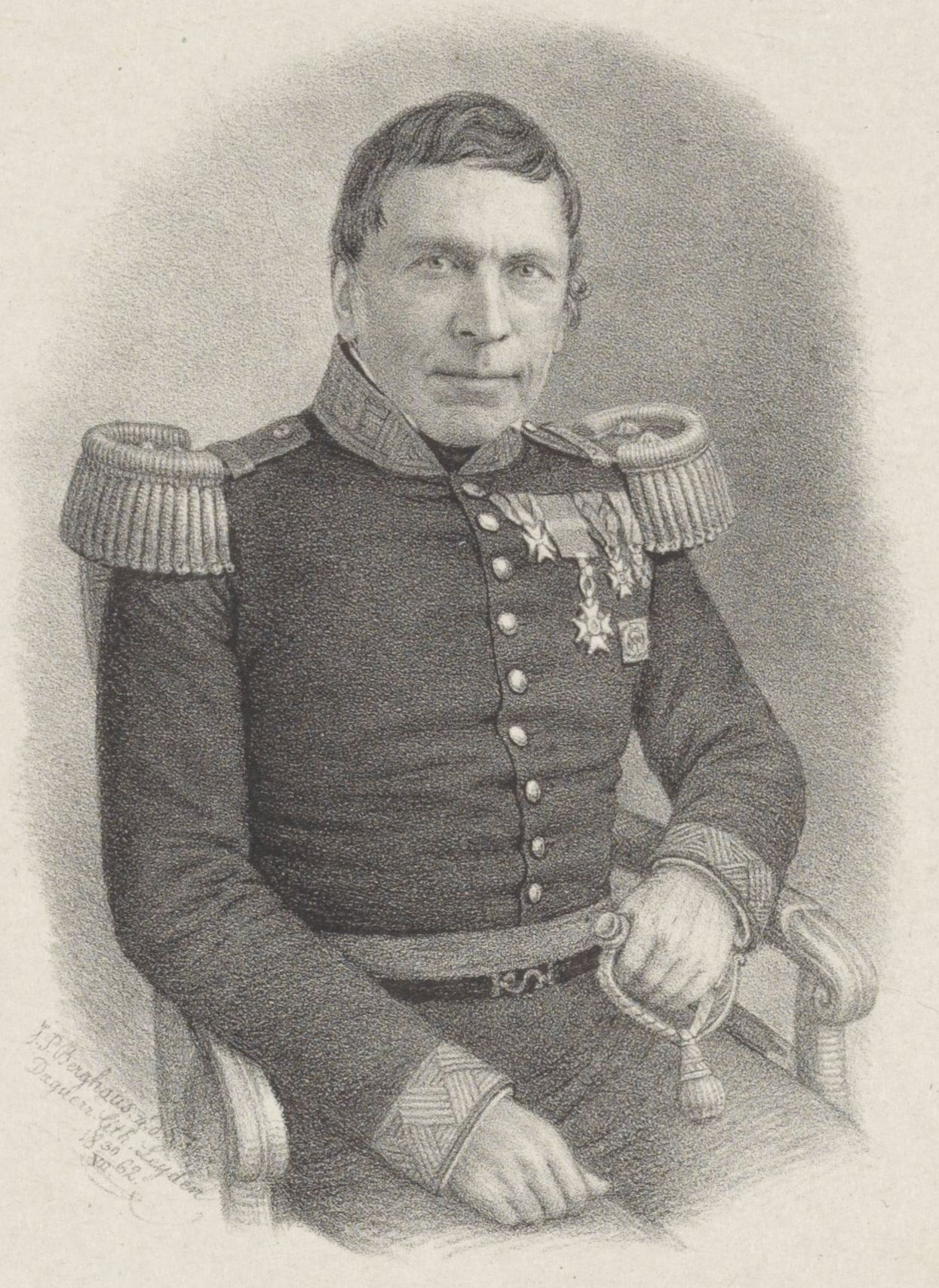
Jan Egbert van Gorkum, cartograaf en genieofficier

Jan Egbert van Gorkum (Arnhem, 28 november 1780 - Vuren, 8 februari 1862) was een Nederlands genieofficier, cartograaf en waterbouwkundige.

## Opleiding en Franse tijd
Op 18-jarige leeftijd ging hij naar de artillerie- en genieschool te Zutphen, in 1800 werd hij aangesteld als leerling en in 1802 als extraordinair ingenieur. In 1807 werd hij geografisch ingenieur en luitenant-adjunct bij de generale staf en werd in 1808 benoemd tot eerst luitenant geografisch-ingenieur. Na inlijving van Nederland bij Frankrijk in 1811 werd hij in het Franse leger benoemd tot kapitein bij de sappeurs en in 1812 kapitein bij de genie. Onder generaal Kraayenhoff, en later onder de Franse generaal La Maison werkte hij aan de grote kaart van Holland en die van de departementen Maasland, Amstelland en Utrecht. Ook nam hij deel aan de bouw van de stelling van Amsterdam. In 1813 werkte hij aan de verdediging van Antwerpen.

## Onderhandelingen met Frankrijk
In 1814 kwam hij weer in Nederlandse dienst en werkte aan de inname van Bergen op Zoom, wat een van de laatste plaatsen was die nog in Franse handen was. Vanwege zijn verdiensten aldaar werd hij op 8 maart 1814 bevorderd tot majoor. Volgens het Verdrag van Chaumont van 3 april 1814 waren onder andere de steden, forten en vestingen op Walcheren en in Zeeuws-Vlaanderen, alle burgerlijke en militaire eigendommen van de Franse staat en een derde deel van de Franse vloot te Antwerpen en in de Zeeuwse wateren gemeenschappelijke eigendom geworden van Engeland, Frankrijk en Nederland. Deze goederen moesten worden overgenomen van de Franse generaal Baron d'Abbeville, die hiervoor aangewezen was door Lodewijk XVIII. De bondgenoten droegen aan Van Gorkum de taak op deze onderhandelingen ten einde te brengen. Hiervoor is Van Gorkum in 1828 door de Engelse koning George IV benoemd tot companion in The most Honourable Order of the Bath.
In 1815 kreeg hij de taak om "instructiën voor den generalen staf" te vervaardigen voor de legerafdeling onder bevel van de Prins van Oranje. Bij Waterloo had men het grotendeels aan zijn beleid te danken dat het Engels-Nederlandse leger van de nodige munitie voorzien werd door het tijdig herstel van de straatweg van Brussel naar Waterloo. Kort voor de slag was het verkeer tussen Brussel en Waterloo zeer problematisch, hetgeen voor een collega van hem, Harmen Jan van der Wyck, een reden was om zich te onttrekken aan de daaropvolgende Slag bij Quatre-Bras.

## Het topografische bureau

Kaart van Van Gorkum voor de grens met Frankrijk (blad1)

In 1815 werd het Depot-Generaal dat verantwoordelijk was voor de kartering, gereorganiseerd en gesplitst in twee afdelingen. De eerste afdeling, onder leiding van M.J. de Man kreeg opdracht tot uitvoeren van triangulaties, etc. en het werk werd uitgevoerd door genieofficieren. De naam 1e afdeling raakte snel in onbruik en de afdeling werd Topografische Bureau genoemd.
Van Gorkum werd in 1817 benoemd tot luitenant-kolonel en werd het hoofd van dit Topografische Bureau. Hij kreeg de taak om samen met de Franse generaal Mauvillon de grensscheiding tussen Frankrijk en Nederland te bepalen en in kaart te brengen. Hij werd het hoofd van het bureau Militaire Verkenning dat eerst in Kortrijk, daarna in Gent gevestigd was. Hij was een bekwaam leidinggevende, en werd in 1820 tot kolonel bij de genoemde staf bevorderd. Onder zijn leiding werd dat corps zo toonaangevend, dat het Nederlands topografisch bureau beschouwd kan worden als een oefenschool voor bijna alle landen van Europa. Franse, Engelse, Oostenrijkse, Pruisische, Zwitserse en Italiaanse officieren kwamen naar Nederland om op het topografisch bureau de wijze te leren waarop daar een terrein in kaart werd gebracht.
In 1818, toen het Topografisch Bureau te Kortrijk was gevestigd, wees hij op de mogelijkheid om een kanaal te graven, ten einde de Leie vanaf Kortrijk bevaarbaar te maken tot de Schelde bij Gent (het Kanaal Bossuit-Kortrijk). Dit kanaal werd pas in 1861 geopend. De eerste taak van dit bureau was het in kaart brengen van de grens tussen Nederland en België. In Gent voorzag hij het bureau van een goed uitgebouwde steendrukkerij, die - mede dankzij de medewerking van de ervaren lithograaf Johann Kierdorff - kaarten van een uitzonderlijke technische kwaliteit ging leveren. Na de Belgische Revolutie in 1830 dienden de drukpersen en het archief halsoverkop per schip vanuit Gent naar Leiden overgebracht te worden, waar het bureau een doorstart kende.
In 1834 werd van Gorkum tot generaal-majoor bij de generale staf en directeur der militaire verkenningen benoemd. In 1839 werd hij opgevolgd door de kolonel Nepveu en ging met pensioen.

## Het Brabants kanaal

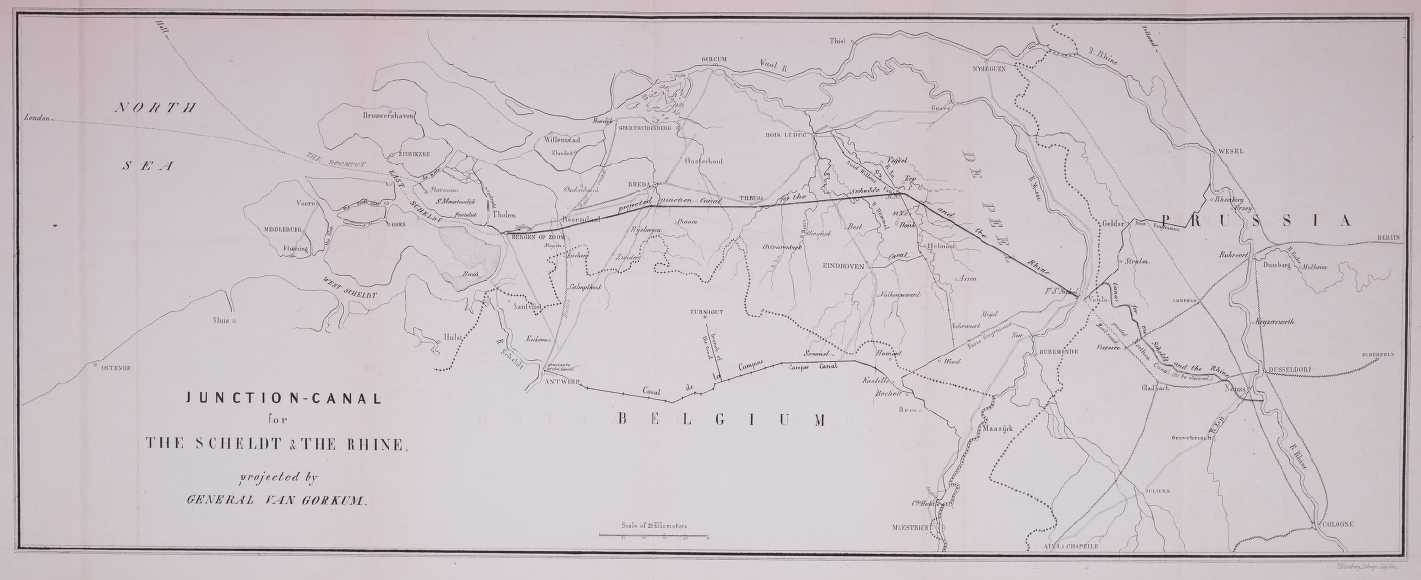
Kaart van een plan van een kanaal van Venlo naar Bergen op Zoom

Na zijn pensionering ging hij in Bergen op Zoom wonen, waar hij plannen maakte voor een kanaal van Venlo, via Tilburg naar Bergen op Zoom, geheel op Nederlands gebied. Het doel was als alternatief voor het Belgische Camper Kanaal (Kempische Vaart), en ook van de IJzeren Rijn. Hij vroeg hiervoor in 1855 en 1858 een concessie aan. Het voorstel ging uit van volledige private financiering en dus niet ten laste van de rijksbegroting zou komen. Desondanks werd de concessie niet verleend, omdat de bijkomende kosten, zoals aanleg van spoorweg emplacementen, wel ten laste van het rijk zouden komen.
Hij overleed in Vuren op 8 februari 1862. Hij was ridder van verschillende ordes.
- Gemeinsame Normdatei: 1200882709
- International Standard Name Identifier: 0000 0003 9793 3204
- Virtual International Authority File: 71815780